# Численное интегрирование
Численное интегрирование (историческое название: (численная) квадратура) — вычисление значения определённого интеграла (как правило, приближённое). Под численным интегрированием понимают набор численных методов для нахождения значения определённого интеграла.
Численное интегрирование применяется, когда:
1. Сама подынтегральная функция не задана аналитически. Например, она представлена в виде таблицы (массива) значений в узлах некоторой расчётной сетки.
2. Аналитическое представление подынтегральной функции известно, но её первообразная не выражается через аналитические функции. Например, {\displaystyle f(x)=\exp(-x^{2})}.

В этих двух случаях невозможно вычисление интеграла по формуле Ньютона — Лейбница. Также возможна ситуация, когда вид первообразной настолько сложен, что быстрее вычислить значение интеграла численным методом.

## Одномерный случай

Одномерный определённый интеграл как площадь криволинейной трапеции под графиком

Основная идея большинства методов численного интегрирования состоит в замене подынтегральной функции на более простую, интеграл от которой легко вычисляется аналитически. При этом для оценки значения интеграла получаются формулы вида
{\displaystyle I\approx \sum _{i=1}^{n}w_{i}\,f(x_{i}),}
где {\displaystyle n} — число точек, в которых вычисляется значение подынтегральной функции. Точки {\displaystyle x_{i}} называются узлами метода, числа {\displaystyle w_{i}} — весами узлов.
При замене подынтегральной функции на полином нулевой, первой и второй степени получаются соответственно методы прямоугольников, трапеций и парабол (Симпсона). Часто формулы для оценки значения интеграла называют квадратурными формулами.
Частным случаем является метод построения интегральных квадратурных формул для равномерных сеток, известный как формулы Котеса. Метод назван в честь Роджера Котса. Основной идеей метода является замена подынтегральной функции каким-либо интерполяционным многочленом. После взятия интеграла можно написать
{\displaystyle \int \limits _{a}^{b}f(x)\,dx=\sum _{i=0}^{n}H_{i}\,f(x_{i})+r_{n}(f),}
где числа {\displaystyle H_{i}} называются коэффициентами Котеса и вычисляются как интегралы от соответствующих многочленов, стоящих в исходном интерполяционном многочлене для подынтегральной функции при значении функции в узле {\displaystyle x_{i}=a+ih} ({\displaystyle h=(b-a)/n} — шаг сетки; {\displaystyle n} — число узлов сетки, а индекс узлов {\displaystyle i=0\ldots n}). Слагаемое {\displaystyle r_{n}(f)} — погрешность метода, которая может быть найдена разными способами. Для нечетных {\displaystyle n\geqslant 1} погрешность может быть найдена интегрированием погрешности интерполяционного полинома подынтегральной функции.
Частными случаями формул Котеса являются: формулы прямоугольников ({\displaystyle n=0}), формулы трапеций ({\displaystyle n=1}), формула Симпсона ({\displaystyle n=2}), формула Ньютона ({\displaystyle n=3}) и т. д.

### Метод прямоугольников
Пусть требуется определить значение интеграла функции на отрезке {\displaystyle \left[{a},{b}\right]}. Этот отрезок делится точками {\displaystyle x_{0},x_{1},\ldots ,x_{n-1},x_{n}} на {\displaystyle n} равных отрезков длиной {\displaystyle \Delta {x}={\frac {b-a}{n}}.}
Обозначим через {\displaystyle y_{0},y_{1},\ldots ,y_{n-1},y_{n}} значение функции {\displaystyle f\left(x\right)} в точках {\displaystyle x_{0},x_{1},\ldots ,x_{n-1},x_{n}.} Далее составляем суммы
{\displaystyle y_{0}\,\Delta {x}+y_{1}\,\Delta {x}+\ldots +y_{n-1}\,\Delta {x}.}
Каждая из сумм — интегральная сумма для {\displaystyle f\left(x\right)} на {\displaystyle \left[{a},{b}\right]} и поэтому приближённо выражает интеграл
{\displaystyle \int \limits _{a}^{b}f(x)\,dx\approx {\frac {b-a}{n}}(y_{0}+y_{1}+\ldots +y_{n-1}).}
Если заданная функция — положительная и возрастающая, то эта формула выражает площадь ступенчатой фигуры, составленной из «входящих» прямоугольников, также называемая формулой левых прямоугольников, а формула
{\displaystyle \int \limits _{a}^{b}f(x)\,dx\approx {\frac {b-a}{n}}(y_{1}+y_{2}+\ldots +y_{n})}
выражает площадь ступенчатой фигуры, состоящей из «выходящих» прямоугольников, также называемая формулой правых прямоугольников.
Чем меньше длина отрезков, на которые делится отрезок {\displaystyle \left[{a},{b}\right]}, тем точнее значение, вычисляемое по этой формуле, искомого интеграла.
Очевидно, стоит рассчитывать на бо́льшую точность, если брать в качестве опорной точки для нахождения высоты точку посередине промежутка. В результате получаем формулу средних прямоугольников:
{\displaystyle \int \limits _{a}^{b}f(x)\,dx\approx h\sum _{i=1}^{n}f\left(x_{i-1}+{\frac {h}{2}}\right)=h\sum _{i=1}^{n}f\left(x_{i}-{\frac {h}{2}}\right),}
где {\displaystyle h={\frac {b-a}{n}}}
Учитывая априорно бо́льшую точность последней формулы при том же объёме и характере вычислений её называют формулой прямоугольников

### Метод трапеций
Если функцию на каждом из частичных отрезков аппроксимировать прямой, проходящей через конечные значения, то получим метод трапеций.
Площадь трапеции на каждом отрезке:
{\displaystyle I_{i}\approx {\frac {f(x_{i-1})+f(x_{i})}{2}}(x_{i}-x_{i-1}).}
Погрешность аппроксимации на каждом отрезке:
{\displaystyle \left|R_{i}\right|\leqslant {\frac {\left(b-a\right)^{3}}{12n^{2}}}M_{2,i},} где {\displaystyle M_{2,i}=\max _{x\in [x_{i-1},\,x_{i}]}{\left|f''(x)\right|}.}
Полная формула трапеций в случае деления всего промежутка интегрирования на отрезки одинаковой длины {\displaystyle h}:
{\displaystyle I\approx h\left({\frac {f(x_{0})+f(x_{n})}{2}}+\sum _{i=1}^{n-1}f(x_{i})\right),} где {\displaystyle h={\frac {b-a}{n}}.}
Погрешность формулы трапеций:
{\displaystyle \left|R\right|\leqslant {\frac {\left(b-a\right)^{3}}{12n^{2}}}M_{2},} где {\displaystyle M_{2}=\max _{x\in [a,\,b]}{\left|f''(x)\right|}.}

### Метод парабол (метод Симпсона)
Использовав три точки отрезка интегрирования, можно заменить подынтегральную функцию параболой. Обычно в качестве таких точек используют концы отрезка и его среднюю точку. В этом случае формула имеет очень простой вид
{\displaystyle I\approx {\frac {b-a}{6}}\left(f(a)+4f\left({\frac {a+b}{2}}\right)+f(b)\right)}.
Если разбить интервал интегрирования на {\displaystyle 2N} равных частей, то имеем
{\displaystyle I\approx {\frac {b-a}{6N}}\left(f_{0}+4\left(f_{1}+f_{3}+\ldots +f_{2N-1}\right)+2\left(f_{2}+f_{4}+\ldots +f_{2N-2}\right)+f_{2N}\right),}
где {\displaystyle f_{i}=f\left(a+{\frac {(b-a)i}{2N}}\right)}.

### Увеличение точности
Приближение функции одним полиномом на всем отрезке интегрирования, как правило, приводит к большой ошибке в оценке значения интеграла.
Для уменьшения погрешности отрезок интегрирования разбивают на части и применяют численный метод для оценки интеграла на каждой из них.
При стремлении количества разбиений к бесконечности оценка интеграла стремится к его истинному значению для аналитических функций для любого численного метода.
Приведённые выше методы допускают простую процедуру уменьшения шага в два раза, при этом на каждом шаге требуется вычислять значения функции только во вновь добавленных узлах. Для оценки погрешности вычислений используется правило Рунге.

### Метод Гаусса
Описанные выше методы используют фиксированные точки отрезка (концы и середину) и имеют низкий порядок точности (0 — методы правых и левых прямоугольников, 1 — методы средних прямоугольников и трапеций, 3 — метод парабол (Симпсона)).
Если мы можем выбирать точки, в которых мы вычисляем значения функции {\displaystyle f(x)}, то можно при том же количестве вычислений подынтегральной функции получить методы более высокого порядка точности. Так, для двух (как в методе трапеций) вычислений значений подынтегральной функции можно получить метод уже не второго, а третьего порядка точности:
{\displaystyle I\approx {\frac {b-a}{2}}\left(f\left({\frac {a+b}{2}}-{\frac {b-a}{2{\sqrt {3}}}}\right)+f\left({\frac {a+b}{2}}+{\frac {b-a}{2{\sqrt {3}}}}\right)\right)}.
В общем случае, используя {\displaystyle n} точек, по формуле {\displaystyle I\approx \sum _{i=1}^{n}a_{i}\,f(x_{i})} можно получить метод с порядком точности {\displaystyle 2n-1}, т. е. получаются точные значения для полиномов степени не выше {\displaystyle 2n-1}.
Значения узлов {\displaystyle x_{i}} метода Гаусса по {\displaystyle n} точкам являются корнями полинома Лежандра степени {\displaystyle n}. Значения весов вычисляются по формуле {\displaystyle a_{i}={\frac {2}{(1-x_{i}^{2})\,[P_{n}'(x_{i})]^{2}}}}, где {\displaystyle P_{n}'} - первая производная полинома Лежандра.
Для {\displaystyle n=3} узлы и веса имеют следующие значения : {\displaystyle x_{1,3}=\pm {\sqrt {0.6}},x_{2}=0,} веса : {\displaystyle a_{1,3}={\frac {5}{9}},a_{2}={\frac {8}{9}}}
(полином определен на отрезке {\displaystyle [-1,1]}).
Наиболее известен метод Гаусса по пяти точкам.

### Метод Гаусса — Кронрода
Недостаток метода Гаусса состоит в том, что он не имеет лёгкого (с вычислительной точки зрения) пути оценки погрешности полученного значения интеграла. Использование правила Рунге требует вычисления подынтегральной функции примерно в таком же числе точек, не давая при этом практически никакого выигрыша точности, в отличие от простых методов, где точность увеличивается в несколько раз при каждом новом разбиении.
Кронродом был предложен следующий метод оценки значения интеграла
{\displaystyle I\approx \sum _{i=1}^{n}a_{i}\,f(x_{i})+\sum _{i=1}^{n+1}b_{i}\,f(y_{i})},
где {\displaystyle x_{i}} — узлы метода Гаусса по {\displaystyle n} точкам, а {\displaystyle 3n+2} параметров {\displaystyle a_{i}}, {\displaystyle b_{i}}, {\displaystyle y_{i}} подобраны таким образом, чтобы порядок точности метода был равен {\displaystyle 3n+1}.
Тогда для оценки погрешности можно использовать эмпирическую формулу:
{\displaystyle \Delta =\left(200|I-I_{G}|\right)^{1.5}},
где {\displaystyle I_{G}} — приближённое значение интеграла, полученное методом Гаусса по {\displaystyle n} точкам. Библиотеки gsl и SLATEC для вычисления определённых интегралов содержат подпрограммы, использующие метод Гаусса — Кронрода по 15, 21, 31, 41, 51 и 61 точкам. Библиотека ALGLIB использует метод Гаусса — Кронрода по 15 точкам.

### МетодЧебышёва
Метод Чебышева (или как его иногда называют Гаусса — Чебышева) является одним из представителей методов наивысшей алгебраической точности Гаусса. Его отличительной особенностью является наличие у подынтегральной функции множителя {\displaystyle \left({\frac {1}{\sqrt {1-x^{2}}}}\right)}. Суть заключается в следующем:
{\displaystyle \int \limits _{-1}^{1}f(x)\left({\frac {1}{\sqrt {1-x^{2}}}}\right)\,dx=\sum _{i=1}^{N}C_{i}f(x_{i})},
где {\displaystyle C_{i}=\pi /N}, {\displaystyle x_{i}=\cos \left({\frac {(2i-1)\pi }{2N}}\right)}, {\displaystyle N} — количество узлов метода.

### Интегрирование при бесконечных пределах
Для интегрирования по бесконечным пределам нужно ввести неравномерную сетку, шаги которой нарастают при стремлении к бесконечности, либо можно сделать такую замену переменных в интеграле, после которой пределы будут конечны.
Аналогичным образом можно поступить, если функция особая на концах отрезка интегрирования.
См. в том числе Метод Самокиша.

### Методы Монте-Карло

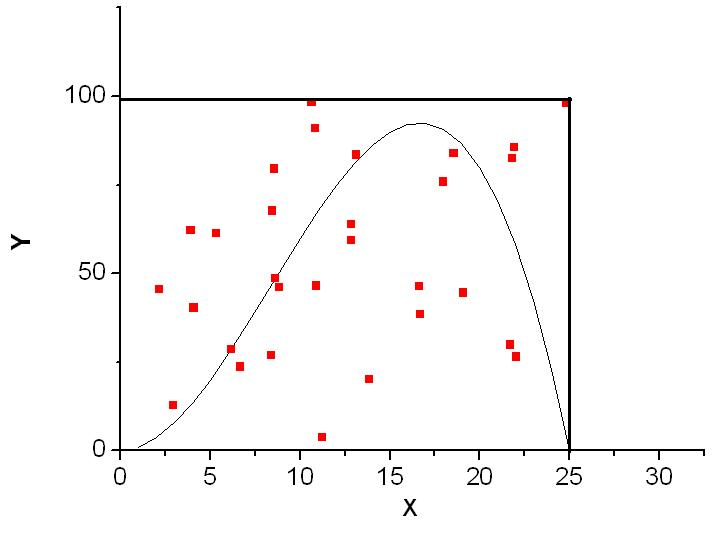
Рисунок 3. Численное интегрирование функции методом Монте-Карло

Для определения площади под графиком функции можно использовать следующий стохастический алгоритм:
- ограничим функцию прямоугольником (n-мерным параллелепипедом в случае многих измерений), площадь которого {\displaystyle S_{par}} можно легко вычислить;
- «набросаем» в этот прямоугольник (параллелепипед) некоторое количество точек ({\displaystyle N} штук), координаты которых будем выбирать случайным образом;
- определим число точек ({\displaystyle K} штук), которые попадут под график функции;
- площадь области, ограниченной функцией и осями координат, {\displaystyle S} даётся выражением {\displaystyle S=S_{par}{\frac {K}{N}}};

Этот алгоритм требует определения экстремумов функции на интервале и не использует вычисленное точное значение функции {\displaystyle f(x)} кроме как в сравнении, вследствие чего непригоден для практики. Приведённые в основной статье варианты метода Монте-Карло избавлены от этих недостатков.
Для малого числа измерений интегрируемой функции производительность Монте-Карло интегрирования гораздо ниже, чем производительность детерминированных методов. Тем не менее, в некоторых случаях, когда функция задана неявно, а необходимо определить область, заданную в виде сложных неравенств, стохастический метод может оказаться более предпочтительным.

### Методы Рунге — Кутты
Ме́тоды Ру́нге — Ку́тты — важное семейство численных алгоритмов решения обыкновенных дифференциальных уравнений и их систем — итеративные методы явного и неявного приближённого вычисления, разработанные около 1900 года немецкими математиками К. Рунге и М. В. Куттой.

## Многомерный случай

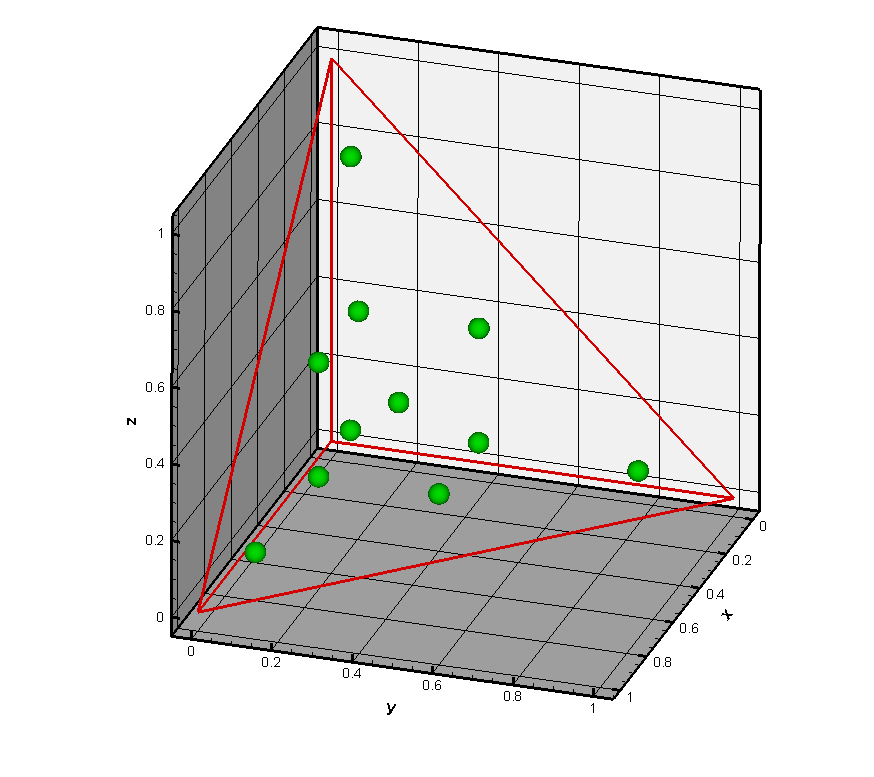
Пример узлов интегрирования на тетраэдре

В небольших размерностях можно так же применять квадратурные формулы, основанные на интерполяционных многочленах. Интегрирование производится аналогично одномерному интегрированию. 
Для больших размерностей эти методы становятся неприемлемыми из-за быстрого возрастания числа точек сетки и/или сложной границы области. В этом случае применяется метод Монте-Карло. Генерируются случайные точки в нашей области и усредняются значения функции в них. Так же можно использовать смешанный подход — разбить область на несколько частей, в каждой из которых (или только в тех, где интеграл посчитать не удаётся из-за сложной границы) применить метод Монте-Карло.

## Примеры реализации
Ниже приведена реализация на Python 3 метода средних прямоугольников, метода средних трапеций, метода Симпсона и метода Монте-Карло.
```
import
 
math
,
 
random

from
 
numpy
 
import
 
arange

def
 
get_i
():

    
return
 
math
.
e
 
**
 
1
 
-
 
math
.
e
 
**
 
0

def
 
method_of_rectangles
(
func
,
 
min_lim
,
 
max_lim
,
 
delta
):

    
def
 
integrate
(
func
,
 
min_lim
,
 
max_lim
,
 
n
):

        
integral
 
=
 
0.0

        
step
 
=
 
(
max_lim
 
-
 
min_lim
)
 
/
 
n

        
for
 
x
 
in
 
arange
(
min_lim
,
 
max_lim
-
step
,
 
step
):

            
integral
 
+=
 
step
 
*
 
func
(
x
 
+
 
step
 
/
 
2
)

        
return
 
integral

    
d
,
 
n
 
=
 
1
,
 
1

    
while
 
abs
(
d
)
 
>
 
delta
:

        
d
 
=
 
(
integrate
(
func
,
 
min_lim
,
 
max_lim
,
 
n
 
*
 
2
)
 
-
 
integrate
(
func
,
 
min_lim
,
 
max_lim
,
 
n
))
 
/
 
3

        
n
 
*=
 
2

    
a
 
=
 
abs
(
integrate
(
func
,
 
min_lim
,
 
max_lim
,
 
n
))

    
b
 
=
 
abs
(
integrate
(
func
,
 
min_lim
,
 
max_lim
,
 
n
))
 
+
 
d

    
if
 
a
 
>
 
b
:

        
a
,
 
b
 
=
 
b
,
 
a

    
print
(
'Rectangles:'
)

    
print
(
'
\t
%s
\t
%s
\t
%s
'
 
%
 
(
n
,
 
a
,
 
b
))

def
 
trapezium_method
(
func
,
 
min_lim
,
 
max_lim
,
 
delta
):

    
def
 
integrate
(
func
,
 
min_lim
,
 
max_lim
,
 
n
):

        
integral
 
=
 
0.0

        
step
 
=
 
(
max_lim
 
-
 
min_lim
)
 
/
 
n

        
for
 
x
 
in
 
arange
(
min_lim
,
 
max_lim
-
step
,
 
step
):

            
integral
 
+=
 
step
*
(
func
(
x
)
 
+
 
func
(
x
 
+
 
step
))
 
/
 
2

        
return
 
integral

    
d
,
 
n
 
=
 
1
,
 
1

    
while
 
abs
(
d
)
 
>
 
delta
:

        
d
 
=
 
(
integrate
(
func
,
 
min_lim
,
 
max_lim
,
 
n
 
*
 
2
)
 
-
 
integrate
(
func
,
 
min_lim
,
 
max_lim
,
 
n
))
 
/
 
3

        
n
 
*=
 
2

    
a
 
=
 
abs
(
integrate
(
func
,
 
min_lim
,
 
max_lim
,
 
n
))

    
b
 
=
 
abs
(
integrate
(
func
,
 
min_lim
,
 
max_lim
,
 
n
))
 
+
 
d

    
if
 
a
 
>
 
b
:

        
a
,
 
b
 
=
 
b
,
 
a

    
print
(
'Trapezium:'
)

    
print
(
'
\t
%s
\t
%s
\t
%s
'
 
%
 
(
n
,
 
a
,
 
b
))

def
 
simpson_method
(
func
,
 
min_lim
,
 
max_lim
,
 
delta
):

    
def
 
integrate
(
func
,
 
min_lim
,
 
max_lim
,
 
n
):

        
integral
 
=
 
0.0

        
step
 
=
 
(
max_lim
 
-
 
min_lim
)
 
/
 
n

        
for
 
x
 
in
 
arange
(
min_lim
 
+
 
step
 
/
 
2
,
 
max_lim
 
-
 
step
 
/
 
2
,
 
step
):

            
integral
 
+=
 
step
 
/
 
6
 
*
 
(
func
(
x
 
-
 
step
 
/
 
2
)
 
+
 
4
 
*
 
func
(
x
)
 
+
 
func
(
x
 
+
 
step
 
/
 
2
))

        
return
 
integral

    
d
,
 
n
 
=
 
1
,
 
1

    
while
 
abs
(
d
)
 
>
 
delta
:

        
d
 
=
 
(
integrate
(
func
,
 
min_lim
,
 
max_lim
,
 
n
 
*
 
2
)
 
-
 
integrate
(
func
,
 
min_lim
,
 
max_lim
,
 
n
))
 
/
 
15

        
n
 
*=
 
2

    
a
 
=
 
abs
(
integrate
(
func
,
 
min_lim
,
 
max_lim
,
 
n
))

    
b
 
=
 
abs
(
integrate
(
func
,
 
min_lim
,
 
max_lim
,
 
n
))
 
+
 
d

    
if
 
a
 
>
 
b
:

        
a
,
 
b
 
=
 
b
,
 
a

    
print
(
'Simpson:'
)

    
print
(
'
\t
%s
\t
%s
\t
%s
'
 
%
 
(
n
,
 
a
,
 
b
))

def
 
monte_karlo_method
(
func
,
 
n
):

    
in_d
,
 
out_d
 
=
 
0.
,
 
0.

    
for
 
i
 
in
 
arange
(
n
):

        
x
,
 
y
 
=
 
random
.
uniform
(
0
,
 
1
),
 
random
.
uniform
(
0
,
 
3
)

        
if
 
y
 
<
 
func
(
x
):
 
in_d
 
+=
 
1

    
print
(
'M-K:'
)

    
print
(
'
\t
%s
\t
%s
'
 
%
 
(
n
,
 
abs
(
in_d
/
n
 
*
 
3
)))

method_of_rectangles
(
lambda
 
x
:
 
math
.
e
 
**
 
x
,
 
0.0
,
 
1.0
,
 
0.001
)

trapezium_method
(
lambda
 
x
:
 
math
.
e
 
**
 
x
,
 
0.0
,
 
1.0
,
 
0.001
)

simpson_method
(
lambda
 
x
:
 
math
.
e
 
**
 
x
,
 
0.0
,
 
1.0
,
 
0.001
)

monte_karlo_method
(
lambda
 
x
:
 
math
.
e
 
**
 
x
,
 
100
)

print
(
'True value:
\n\t
%s
'
 
%
 
get_i
())

```